# بول كيلر
بول كيلر (بالألمانية: Paul Keller) (و. 1873 – 1932 م) هو مؤلف، وكاتب ألماني، توفي في فروتسواف، عن عمر يناهز 59 عاماً.

## وصلات خارجية
- بول كيلر على موقع IMDb (الإنجليزية)
- بول كيلر على موقع ميوزك برينز (الإنجليزية)
- بول كيلر على موقع أول موفي (الإنجليزية)
- بول كيلر على موقع قاعدة بيانات الفيلم (الإنجليزية)
- بول كيلر على موقع كينوبويسك (الروسية)